# Dicranomyia (Neoglochina) curraniana
Dicranomyia (Neoglochina) curraniana is een tweevleugelige uit de familie steltmuggen (Limoniidae). De soort komt voor in het Neotropisch gebied.